# Холлман, Йозеф
Йозеф Корнейль Хуберт Холлман (нидерл. Joseph Corneille Hubert Hollman; 16 октября 1852, Маастрихт — 31 декабря 1926, Париж) — нидерландский виолончелист.
Родился в семье государственного чиновника. Окончил Брюссельскую консерваторию (1870), ученик Адриана Франсуа Серве, а после его смерти — Изидора Десверта; занимался также композицией у Франсуа Жозефа Фетиса и Шарля Босле. Затем совершенствовал своё исполнительское мастерство в Париже у Леона Жаккара и в Санкт-Петербурге у Карла Давыдова, занимался также композицией и гармонией под руководством Мари Савара.
Дебютировал в 1875 году в Париже, затем широко гастролировал по всей Европе. Сдружился со многими французскими музыкантами, особенно с Камилем Сен-Сансом. В 1885 году вместе с Сен-Сансом дал концерт в Лондоне, в 1902 году Сен-Санс посвятил Холлману свой Второй виолончельный концерт, а в 1910 году, также в Лондоне, Холлман и Эжен Изаи вместе с композитором исполнили премьеру его сочинения «Муза и поэт». В 1880-е гг. Холлман некоторое время был первой виолончелью придворной капеллы в Мейнингене. В 1923 году вместе со скрипачом Вилли Бурместером гастролировал в Японии.
Холлману принадлежит три концерта и одна сюита для виолончели с оркестром, некоторое количество концертных пьес для виолончели, романсы. В первой четверти XX века он осуществил ряд записей как солист (в том числе собственных пьес) и как аккомпаниатор (в частности, с Эрнестиной Шуман-Хайнк).
Был удостоен государственных наград разных стран, а с российских гастролей вернулся с ценным подарком от великого князя Константина.